# کلان‌جریان
کلان‌جریان (به انگلیسی:Macrocirculation) نام جریان گردش خونی در بدن است که خون را از از مویرگ‌های بافت‌ها و اندام‌ها دریافت کرده و در طول رگ‌های بزرگتر و اصلی بدن به جریان درمی‌آورد. عکس این جریان نیز در بدن وجود دارد، با نام ریز جریان (به انگلیسی: Microcirculation) که جریان حمل خون ای است که خون را به رگ‌های کوچک‌تر درون بافت‌های بدن می‌رساند و دارای ۳ بخش اصلی، پیش مویرگی، مویرگی و پس مویرگی است.